# Желунова (Брянская область)
Желунова (Желуновка, Желновка) — деревня в Карачевском районе Брянской области, в составе Вельяминовского сельского поселения. 
 Расположена в 5 км к юго-востоку от села Вельяминова, в 3 км от границы с Орловской областью. Население — 0 человек (2024).

## История
Упоминается с первой половины XIX века; бывшее владение Надоржинской, Долговых, Новицких и других помещиков. Состояла в приходе села Глинки. До 1929 года — в Карачевском уезде (с 1861 — в составе Дроновской волости, с 1924 в Вельяминовской волости).
С 1929 в Карачевском районе; до 1962 года входила в состав Бугровского сельсовета, позднее в Вельяминовском сельсовете (с 2005 — сельском поселении). 
 В 1964 году к деревне присоединён посёлок Смежный (северная часть объединённой деревни).

## Население
| Годы      | 1866 | 1887 | 1926 | 1979 | 1989 | 2002 | 2024 |
| --------- | ---- | ---- | ---- | ---- | ---- | ---- | ---- |
| Население | 17   | 153  | 220  | 70   | 33   | 17   | 0    |